# Robert Fitzwalter
Robert Fitzwalter (h. 1170-9 de diciembre de 1235) fue el líder de la oposición de los barones contra el rey Juan, y uno de los veinticinco firmantes de la Carta Magna. Fue barón feudal de Little Dunmow, Essex y condestable del castillo de Baynard, en Londres, al que se anexó el cargo hereditario de castellano y de banneret jefe de la ciudad de Londres. Formando parte de la aristocracia oficial creada por Enrique I y Enrique II, sirvió a Juan en guerras en Normandía, donde fue hecho prisionero por el rey Felipe II de Francia y obligado a pagar un gran rescate.
Fitzwalter estuvo implicado en la conspiración de 1212. Según su propia declaración el rey había intentado seducir a su hija mayor, pero las quejas de Robert cambiaron según el tiempo. Parece que estaba irritado por la sospecha que Juan no consideraba óptima su nueva baronía. Fitzwalter escapó de un juicio huyendo a Francia. Permaneció algún tiempo fuera de la ley, pero volvió bajo una amnistía especial después de la reconciliación de Juan con el Papa.
Fitzwalter continuó, sin embargo, en tomar la iniciativa en la agitación baronial contra el rey, y al estallar las hostilidades en 1215 fue elegido "Mariscal del Ejército de Dios y la Santa Iglesia". Fue debido a su influencia en Londres que su partido obtuvo el apoyo de la ciudad y lo utilizó como su base de operaciones. La cláusula de la Carta Magna que prohíbe las sentencias de exilio, salvo como resultado de un juicio lícito, se refiería más particularmente a su caso. Fue uno de los veinticinco barones nombrados para hacer cumplir las promesas de Magna Carta y su actitud agresiva fue una de las causas que contribuyeron al resurgimiento de la guerra civil en el año 1215.
El incompetente liderazgo de Fitzwalter hizo necesario que los rebeldes invocaran la ayuda de Francia. Fue uno de los enviados que invitó al príncipe Luis a Inglaterra, y fue el primero de los barones en rendir homenaje cuando Luis entró en Londres. Despreciado por los franceses como un traidor a su señor natural, sirvió a Luis con fidelidad hasta que fue capturado en la batalla de Lincoln en mayo de 1217. Liberado en conclusión de paz, se enroló en la Quinta Cruzada, pero volvió pronto para hacer las paces con la regencia. El resto de su vida transcurrió sin incidentes y murió pacíficamente en 1235.
Fue el padre de tres hijos: Matilda, Robert y Cristina (que se casó con William FitzGeoffrey de Mandeville, 3er Conde de Essex). Es recordado como un campeón de la libertad inglesa, y también se ha asociado con varias leyendas, incluyendo la de Robin Hood.